# Альсе-Альсабеэти-Сюнарет
Альсе́-Альсабеэти́-Сюнаре́т (фр. Alçay-Alçabéhéty-Sunharette) — коммуна во Франции, находится в регионе Новая Аквитания. Департамент — Атлантические Пиренеи. Входит в состав кантона Монтань-Баск. Округ коммуны — Олорон-Сент-Мари.
Код INSEE коммуны — 64015.

## География

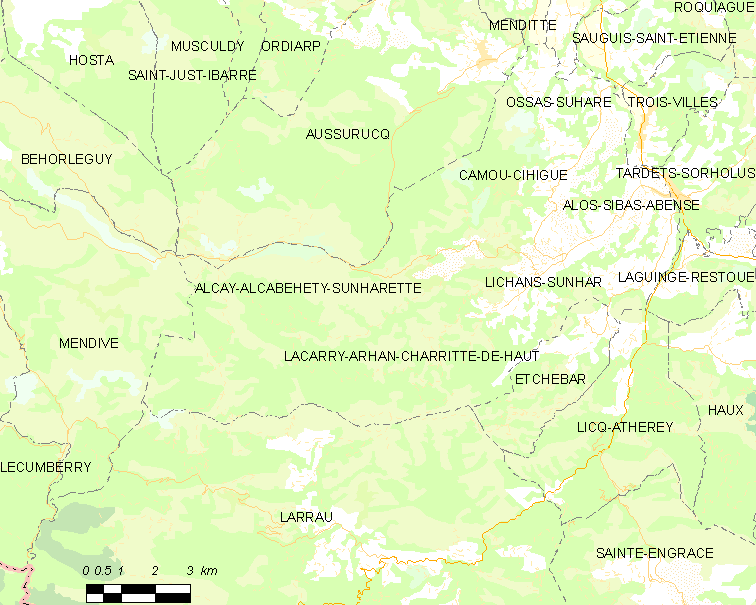
Карта коммуны

Коммуна расположена приблизительно в 690 км к югу от Парижа, в 200 км южнее Бордо, в 50 км к юго-западу от По.
По территории коммуны протекает река Апура.

### Климат
Климат тёплый океанический. Зима мягкая, средняя температура января — от +5°С до +13°С, температуры ниже −10 °C бывают редко. Снег выпадает около 15 дней в году с ноября по апрель. Максимальная температура летом порядка 20-30 °C, выше 35 °C бывает очень редко. Количество осадков высокое, порядка 1100 мм в год. Характерна безветренная погода, сильные ветры очень редки.

## Население
Население коммуны на 2010 год составляло 232 человека.
| 1962 | 1968 | 1975 | 1982 | 1990 | 1999 | 2010 |
| ---- | ---- | ---- | ---- | ---- | ---- | ---- |
| 354  | 298  | 262  | 283  | 273  | 246  | 232  |

## Администрация
| Период | Период | Фамилия         | Партия | Примечания |
| ------ | ------ | --------------- | ------ | ---------- |
| 1983   | 2001   | Арно Даскон     |        |            |
| 2001   | 2020   | Анисе Эрресарре |        |            |

## Экономика
В 2010 году среди 135 человек трудоспособного возраста (15-64 лет) 110 были экономически активными, 25 — неактивными (показатель активности — 81,5 %, в 1999 году было 74,5 %). Из 110 активных жителей работали 106 человек (58 мужчин и 48 женщин), безработных было 4 (2 мужчин и 2 женщины). Среди 25 неактивных 5 человек были учениками или студентами, 16 — пенсионерами, 4 были неактивными по другим причинам.

## Достопримечательности
- Средневековая церковь Св. Петра[4]
- Семь тумулусов Ибарнаба. Исторический памятник с 1960 года[5]
- Десять тумулусов Ибарлетта. Исторический памятник с 1960 года[6]

## Фотогалерея

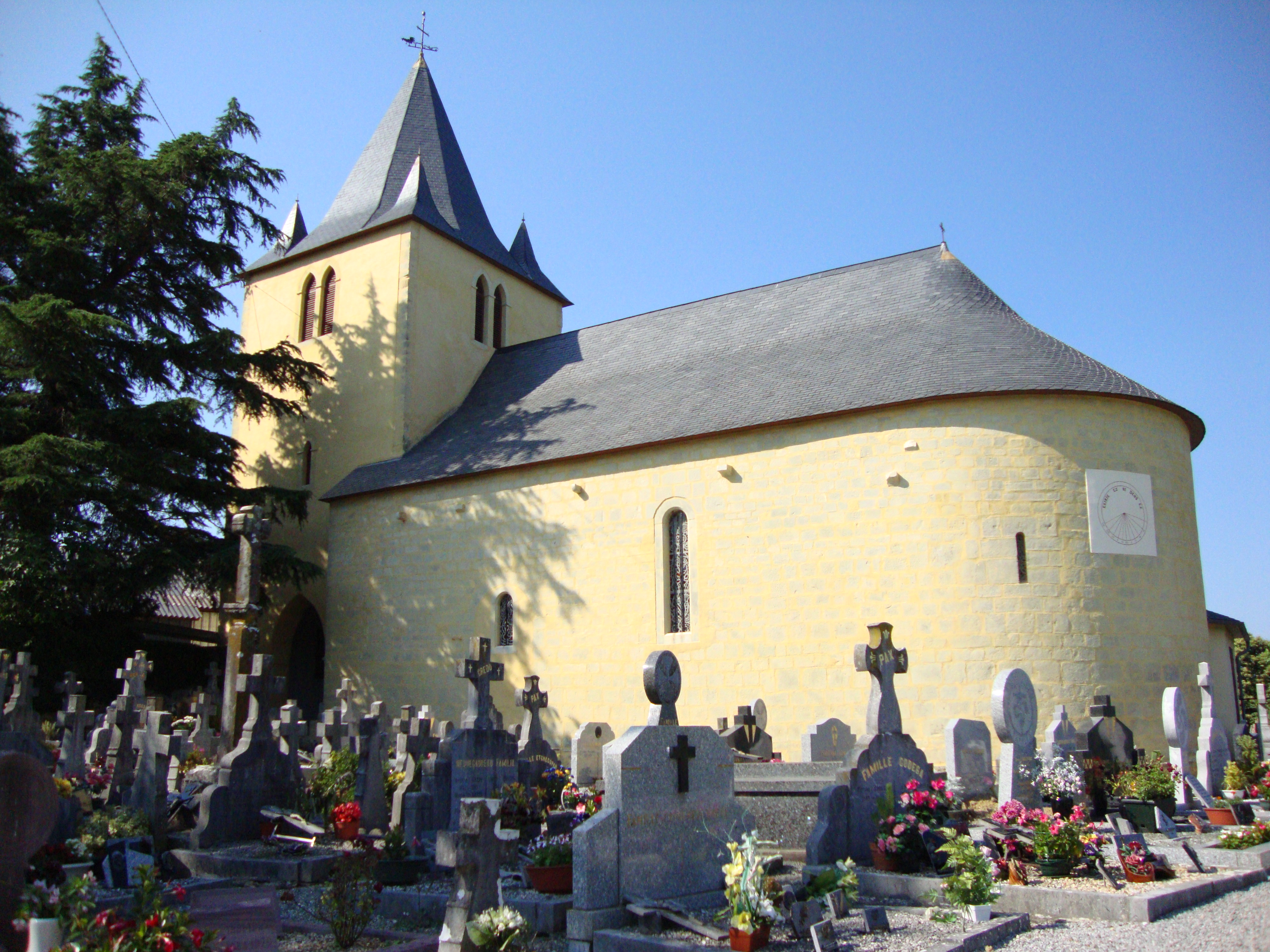
Церковь Св. Петра в деревне Альсе
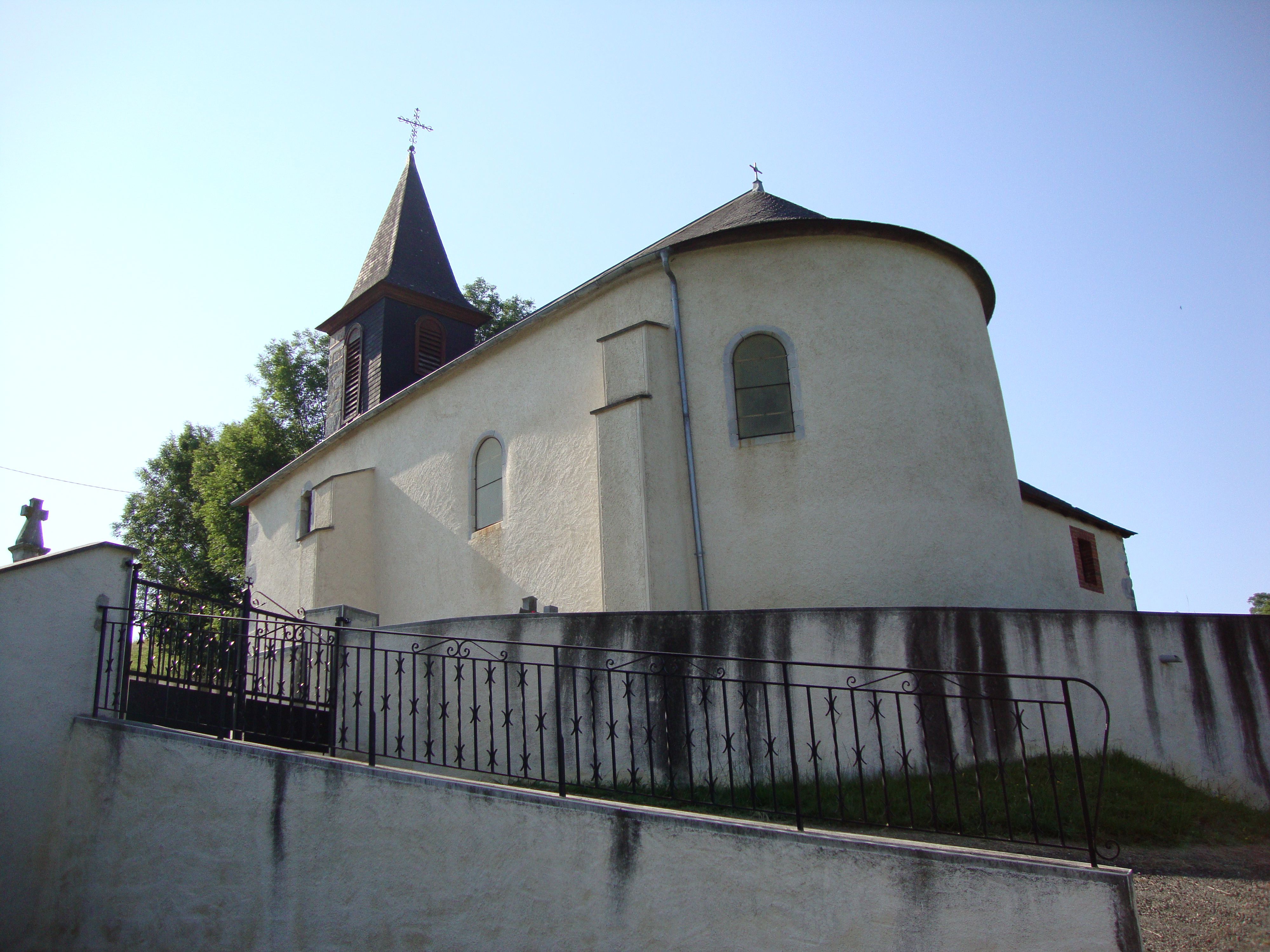
Церковь в деревне Сюнарет
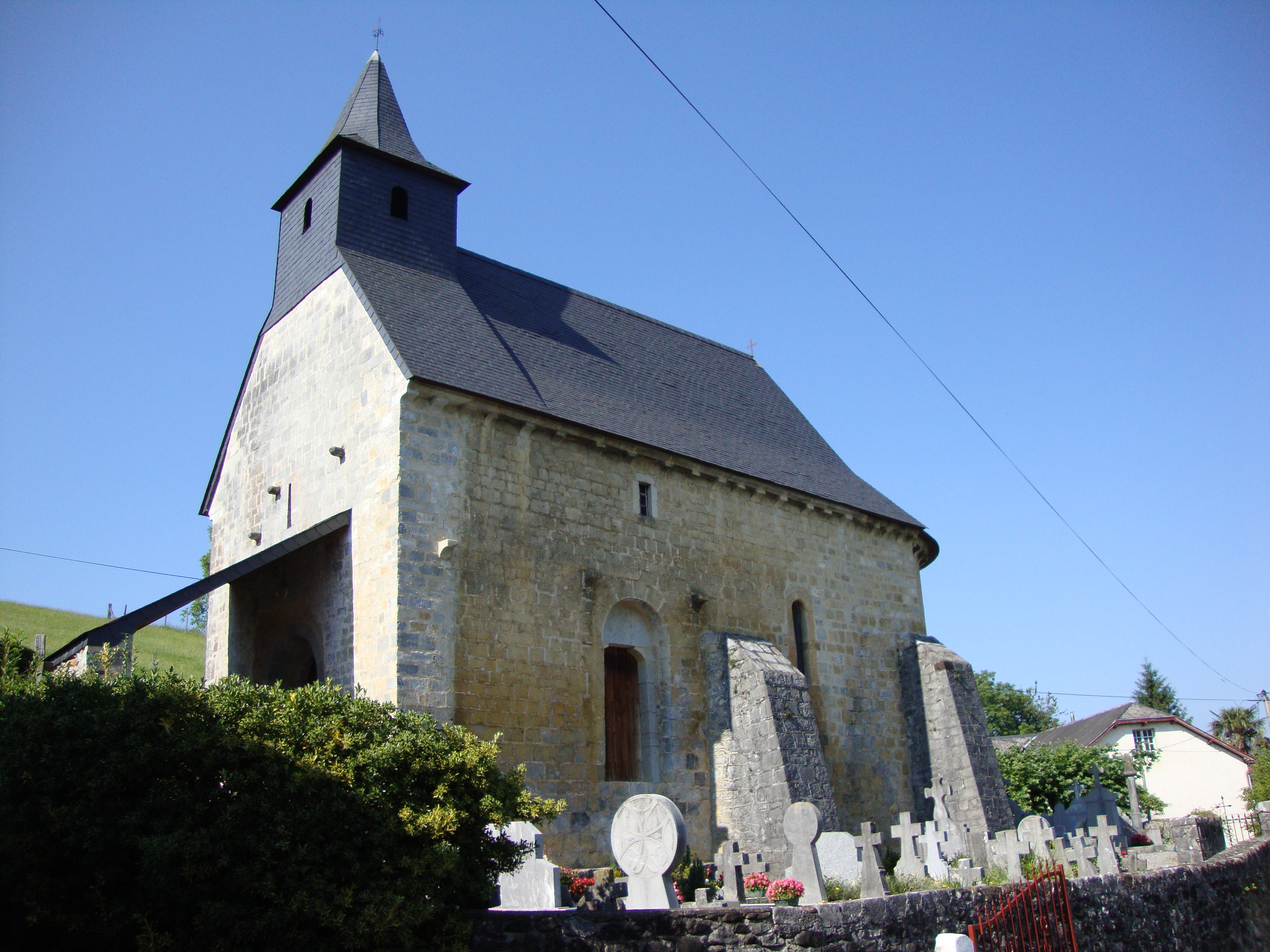
Церковь и кладбище в деревне Альсабеэти
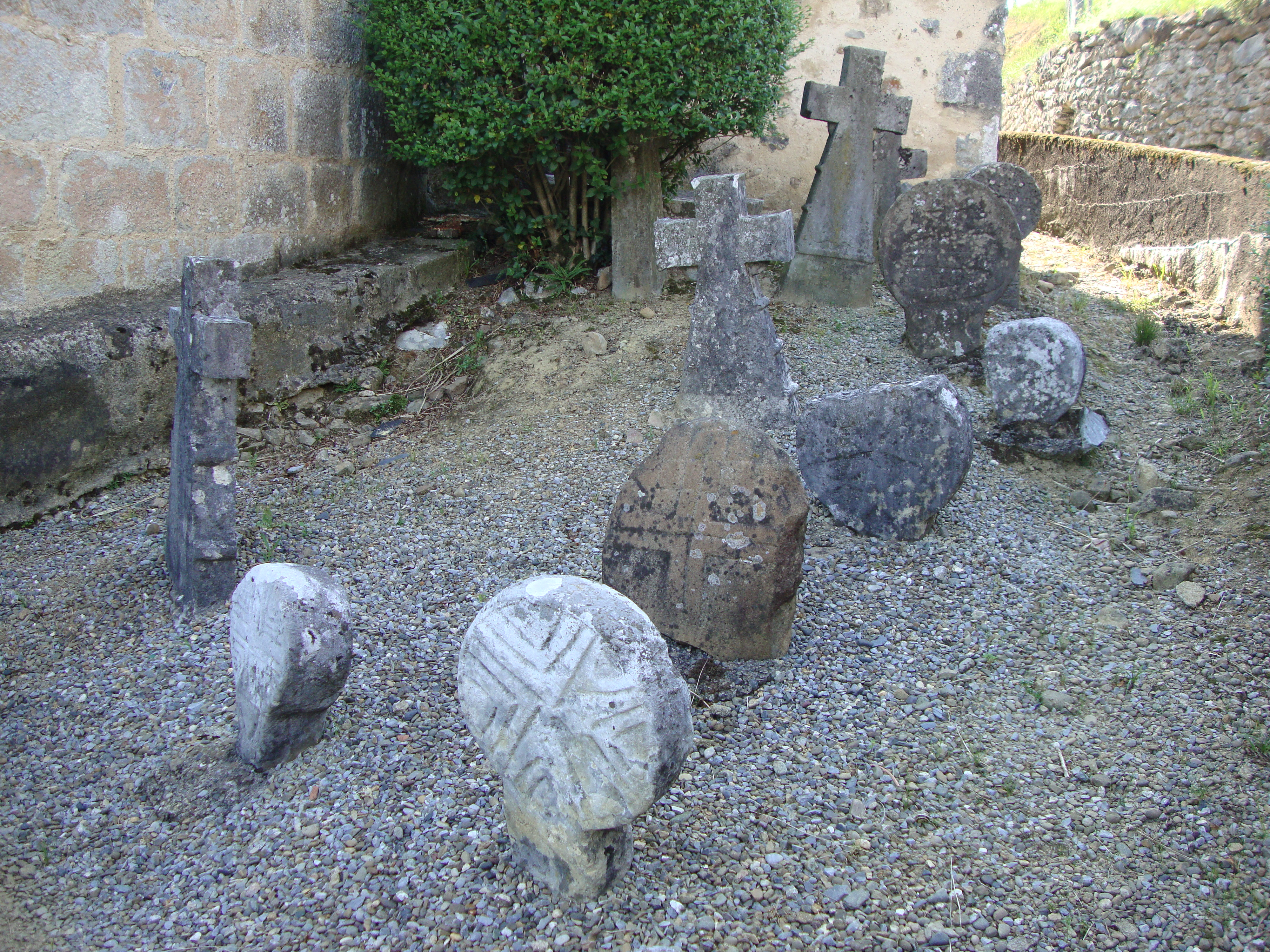
Баскские стелы